# La villa delle anime maledette
Pour plus de détails, voir Fiche technique et Distribution.
La villa delle anime maledette, parfois connu sous le titre anglais House of the Damned, est un film d'épouvante italien réalisé par Carlo Ausino et sorti en 1982.

## Synopsis
Par une nuit orageuse d'été 1955, dans une villa située dans les collines de Turin, deux hommes et une femme sont mystérieusement tués. Après plus de 25 ans, le notaire Casati convoque des héritiers pour la lecture d'un testament. Les trois héritiers ont des liens de parenté entre eux mais vivent tous en dehors de Turin depuis de nombreuses années.
Elisa vit à Paris, Bruno (avec sa femme Sonia) vit à Rome et Tony à Istanbul. En lisant le legs, ils découvrent qu'ils ont droit à l'immense villa de la famille sur les collines de Turin, mais à la condition qu'ils aillent tous y vivre ensemble et, bien sûr, sans possibilité de vente. Dès qu'ils emménagent dans leur nouvelle maison, une série effrayante de morts mystérieuses commence, bouleversant la famille et mettant en lumière une malédiction qui n'a jamais été éteinte.

## Fiche technique
- Titre original italien : La villa delle anime maledette ou La villa delle anime dannate[1]
- Réalisateur : Carlo Ausino
- Scénario : Carlo Ausino
- Photographie : Carlo Ausino
- Montage : Giuliano Mattioli
- Musique : Stelvio Cipriani
- Production : Michele Peyretti
- Société de production : Antonelliana Cinematografica
- Pays de production :  Italie
- Langue originale : italie
- Format : Couleurs - Son mono - 35 mm
- Durée : 85 minutes
- Genre : Film d'épouvante
- Dates de sortie :
  - Italie : 15 avril 1982

## Distribution
- Beba Loncar : Martha
- Jean-Pierre Aumont : Ugo Ressia
- Annarita Grapputo : Elisa
- Giorgio Ardisson : Casati
- Tony Campa : Tony Ferraro
- Fausto Lombardi : Bruno
- Paul Teitcheid : concierge
- Ileana Fraia : Sonia

## Production
La villa delle anime maledette a été réalisé par Carlo Ausino, un cinéaste qui a débuté dans le monde du cinéma en tant qu'assistant non crédité sur le plateau des Camarades (1963) et a fait ses débuts en tant que réalisateur dans L'ora della pietà. Ausino a fait quelques tentatives de films de science-fiction dans les années 1970 jusqu'à son film Le justicier défie la ville sorti en 1977,. Le film La villa delle anime maledette a été tourné en 1980 lorsqu'Ausino a passé un accord avec la société de distribution de films française Felix Film pour utiliser quelques acteurs français au milieu de l'année 1980. Le film a été écrit en quelques semaines par Ausino avec Annarita Grapputo dans le rôle principal, qui avait déjà joué dans Le justicier défie la ville.
Le tournage a commencé en juin 1980 sous le titre La stirpe dei dannati et a été tourné en quatre semaines à Turin,. La musique du film composée par Stelvio Cipriani est compilée à partir d'un catalogue de ses travaux plus anciens, dont Un'ombra nell'ombra.
La villa en titre est située à Candia Canavese.

## Accueil critique
Leonardo Autera a fait une critique négative du film dans le Corriere della Sera, critiquant « l'histoire extrêmement tordue, qui se développe au mépris de toute logique ». Le film a en revanche fait l'objet d'une critique positive dans la revue Cineforum (dans un article de F. Troiano), qui l'a jugé comme une œuvre intéressante. Le scénario a été critiqué pour son manque d'originalité mais certains raffinements techniques permettant de créer des atmosphères appropriées pour un film de ce type et l'utilisation modérée de scènes sanglantes ont été appréciés.